# أليكساندر لي غراند
أليكساندر لي غراند (بالفرنسية: Alexandre Le Grand)‏ هو شخصية أعمال وسياسي فرنسي، ولد في 6 يونيو 1830 في فيكامب في فرنسا، وتوفي بنفس المكان في 25 يونيو 1898. انتخب عضو المجلس العام ‏ عن دائرة Canton of Fécamp ‏.